# Quartiere Santa Maria a Bitetto
Il quartiere di Santa Maria a Bitetto è uno dei quattro rioni storici di Teramo.

## Gonfalone
Nero e rosso, secondo la descrizione dello storico Francesco Savini, ritraente elefante caricato di una torre in campo nero sul dorso. Si faccia sulla parte rossa l'elefante d'argento, sia perché tale metallo allude all'avorio della sacra torre scritturale, simbolo della Vergine Maria, sia perché il metallo deve apparire sullo smalto rosso.

## Descrizione
Il quartiere non è tra i più grandi della città, a differenza di San Giorgio e San Leonardo, ma è uno dei più antichi, fondato nell'epoca longobarda, giacché alla distruzione di Teramo nel 1156 da parte di Roberto di Loritello, si testimonia la presenza della Casa Urbani, una delle poche strutture rimaste in piedi dopo il devastante incendio. Il quartiere tuttavia fu destinato ad ospitare le famiglie più povere, e da ciò la scarsa presenza di monumenti solenni e signorili come palazzi e chiese. Il quartiere si sviluppa nella parte Sud-Est del centro storico, partendo dalla zona meridionale del teatro romano di Teramo, dove per mezzo di via Stazio si giunge alla chiesa di Santa Maria a Bitetto. Tale via, una delle principali, insieme alla moderna via Savini, porta dapprima a Piazza Giuseppe Verdi dove si trova l'ex convento di San Giovanni, oggi conservatorio musicale, e poi a Piazza del Carmine, dove si affaccia la chiesa omonima. A Sud il quartiere è lambito dalla Circonvallazione Spalato, che verso Occidente si collega al quartiere Santo Spirito, mentre altre zone storiche si trovano lungo via della Pinacoteca e via Pensiero, che sfocia nella Piazzetta del Sole, dove si affaccia la medievale Casa Urbani.

## Monumenti e luoghi d'interesse
- Ex chiesa di Santa Maria a Bitetto: recentemente restaurata e resa agibile, la chiesa era menzionata nel 1290 come "Sancta Maria ad Bitectum". Le fonti locali riferiscono che in seguito alla distruzione di Loritello, della chiesa erano rimasti solo i muri perimetrali. Successivamente restaurata nel XIV secolo, la chiesa oggi si presenta in questo aspetto tardo trecentesco: sono visibili nella zona bassa della facciata la muratura in laterizio, mentre sui fianchi numerose risarciture in pietrame, frutto dei diversi restauri. L'interno è a navata unica con tetto a doppio spiovente.[2]Pregevoli appunto i due portali di pietra con i decori simili a quelli delle altre chiese del Duomo, di Sant'Antonio e San Giovanni. Il portale è tardo romanico, con cornice in pietra stramba a forte strombature, e con lunetta che un tempo doveva avere un affresco. Sono presenti bugne sferiche sui montati laterali esterni, foglie di palma stilizzate e ripiegate sulla ghiera esterna dell'archivolto, e sui capitelli, e nel capitello di destra ci sono ancora foglie di palma del portale di destra.

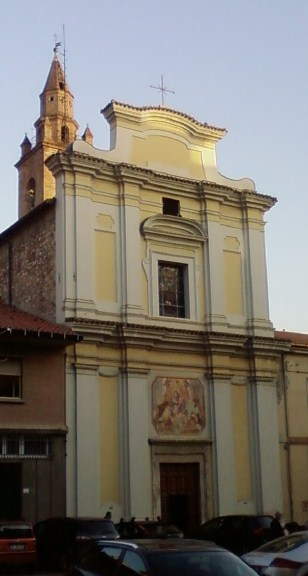
Chiesa del Carmine

- Ex monastero di San Giovanni a Scorzone - Conservatorio Musicale "Gaetano Braga": l'ex monastero di San Giovanni si affaccia su Piazza Verdi, fu fondato nel XIV secolo nel 1384 da Isabella sorella di Cola di Lucio, un patrizio locale, con diploma di Carlo III d'Angiò, per installarvi il ritiro delle monache osservanti la regola di San Benedetto. Al monastero vennero poi annesse le sedi di Santa Chiara, Santa Croce, Sant'Anna e San Giovanni a Scorzone. La chiesa fu attiva fino al 1916, quando le monache si trasferirono nel monastero di San Giuliano di Fermo, nel 1930 fu concesso dal Comune come ricreatorio pubblico, e nel 1934 fu accomodato per ospitare un conservatorio musicale.[3]Per ciò che riguarda il chiostro del convento, alcuni studiosi riferiscono che si tratta di un'opera che mostra il passaggio di varie epoche, mentre Rubini dice che apparterrebbe al monastero fuori le mura di San Giovanni a Scorzone: esso è formato da un'area rettangolare porticata solo su tre lati, con arcate a tutto sesto, sostenute da colonne e pilastri agli angoli, poggianti su un basso muro in mattoncini, A volte le basi sono adoperate per i capitelli, e i capitelli rovesciati posti come base, a confermare la notizia di Rubini che si possa trattare di un portico trasportato da una chiesa oggi scomparsa, e successivamente rimontato. Sul lato del portico è presente una fontana dentro una nicchia incorniciata, sopra le arcate del portico è notevole un elegante marcapiano in mattoncini e tortiglioni in terracotta. Interessanti il portale con decorazioni, che doveva immettere nell'antico convento, con tre stemmi di pietra sulla parete porticata, ed altri tre sul lato adiacente.

- Chiesa di Santa Maria del Carmine:  è frutto di una ricostruzione della chiesa preesistente di Santa Croce, iniziata nel 1761, quando fu ceduta nel 1578 ai Carmelitani, dalle monache di San Giovanni. Presenta una facciata divisa cornici aggettanti a più riseghe, scandita da paraste, con semplice portale ad architrave piano e finestrone centrale con timpano ad arco ribassato. Sopra il portale si trova il dipinto della Madonna del Carmine tra santi. L'interno è a navata unica, articolato in due campate con volta a padiglione ribassato, alternate a due brevi campate di passaggio. Il presbiterio è stretto e chiuso da un'abside, secondo i dettami cari al tardo barocco, reca inoltre una modesta decorazione a stucco eseguita nel 1775. Qui si distingue la qualità della statua della Madonna col Bambino della bottega ascolana di Lazzaro Giosaffatti, e di interesse anche un coro ligneo, un Crocifisso del Cinquecento. La chiesa era provvista di un annesso convento, divenuto nel XIX secolo caserma dei Carabinieri, demolito negli anni '60 e ricostruito daccapo come nuovo moderno centro del Comando dei Carabinieri di Teramo. La chiesa oggi è la Parrocchia del quartiere, poiché la chiesetta di Santa Maria a Bitetto è troppo piccola per ospitarne le funzioni.

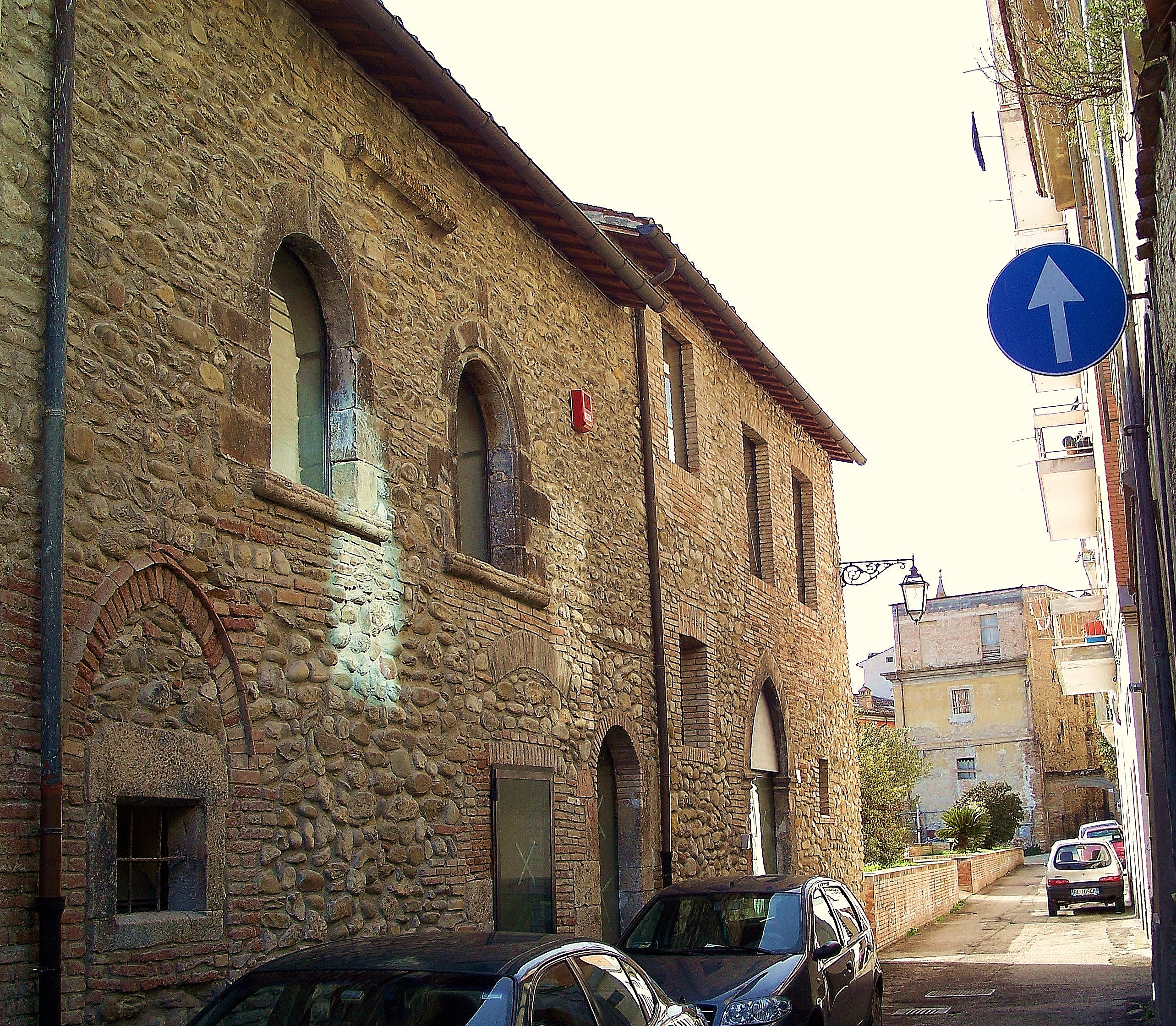
Casa Urbani

- Casa Urbani: si trova in Piazza del Sole, ed è una delle poche abitazioni medievali che conservano perfettamente l'aspetto dell'edilizia privata teramana del XII secolo, sopravvissuta alla distruzione di Roberto di Loritello. Nella veste attuale la casa risale al restauro del XV secolo, e presenta un perimetro esterno con muratura di ciottoli di fiume a ricorsi ben allineati, successivi sono i rinfazzi di laterizi e pietrame più grosso, privo di allineamenti; finestre ad arco incorniciate da conci lisci e ben squadrati, un piccolo portale tampognato in cui si apre un ben più tardo finestrone riquadrato, con ghiera e cornici di mattoni, e portale in pietra ad ogiva su mensole a doppio listello.[4]Tale portale è tipico dell'architettura civile medievale teramana, con ghiere decorate da semplici cornici in pietra, o da più elaborati motivi in cotto, con montanti laterali coronati da capitelli a listello semplice o doppio, con un torto, scozia e listelli, o anche senza il capitello stesso, come quelli di Casa Bonolis e Casa Muzii.

- Museo del Gatto: si trova presso la Casa Urbani, inaugurato il 20 dicembre 2016, intitolato a "Paolo Gambacorta", ed è nato dalla passione del collezionista teramano, nel ricordo delle sorelle Rita e Biancamaria, che hanno donato la collezione all'Istituto Zooprofilattico Sperimentale d'Abruzzo e del Molise. La collezione catalogata dall'Istituto nel 2004 si articola in un percorso museale curato da Paola Di Felice, che raccoglie intorno al felino sculture, soprammobili, dipinti, stampe, incisioni, cartoline, francobolli, maschere, carte da gioco, poster e libri a tema. Tra i pezzi più preziosi ci sono dei gatti egiziani di lapislazzuli, alabastro, ossidiana, terracotta, porcellane, smalti cinesi, cartoline francesi del primo Novecento, oli su tela, acqueforti dell'Ottocento di Cecov e H. Ronner Knips.[5]

## Il risanamento di Santa Maria a Bitetto
Il quartiere, come dimostrato da fotografie de'poca, versava negli anni '50 in uno stato misero, poiché ghetto dei poveri, popolato di case piccole e ad un solo piano, in pietrame misto, risalenti sì al Medioevo e al Cinquecento, e frutto di interesse se oggi fossero ancora esistenti. Ma negli anni '50 si perseguiva l'idea del demolire il vecchio per lasciar posto al nuovo e all'utile, e in questo clima generale l'amministrazione comunale di Carino Gambacorta intervenne realizzando un piano di risanamento straordinario quanto aggressivo, anche allo scopo di rimediare alla situazione dell'emergenza igienico-sociale. Molte case che si trovavano in Piazza Verdi, attorno al monastero di San Giovanni, furono demolite, tra le quali le Case Badia, dove vennero sì scoperti alcuni resti del convento, ma vennero rimpiazzate dalla modesta struttura del Mercato coperto; successivamente venne allargata l'attuale via Francesco Savini, parallela del Corso De Michetti, e nella parte finale verso Est, all'altezza di Porta Madonna, fu completamente trasformata insieme a Piazza del Carmine. Questo piazzale, che ben si collegava con via Savini, aveva la caratteristica di avere un arco a tutto sesto di accesso, collegato all'ex convento dei Carmelitani, con un tempietto votivo in stile neogotico, a pianta circolare con cupola e arcate ogivali, dedicato al "Carminiello", ossia piccola chiesa del Carmine. La piazza inoltre aveva delle costruzioni civili settecentesche, tra le quali l'ex convento del Carmine, adibito a Caserma del Comando dei Carabinieri. Tutto questo fu annullato nella maniera vera e propria del termine e ricostruito daccapo in forme moderne e misere, attorno alla storica chiesa della Madonna del Carmine.
Per quanto riguarda il cuore del quartiere presso la chiesa di Santa Maria a Bitetto, nella zona di via del Sole e di Casa Urbani, le storiche dimore medievali, simbolo del degrado e della scarse condizioni igienico-sanitarie, furono azzerate per lasciare posto a uno slargo con alberi e giardini, denominato Piazzetta del Sole. Il risanamento, per quanto possa essere stato necessario vista l'emergenza sociale, non avrebbe dovuto giustificare le varie demolizioni gratuite arrecate a molti edifici per pure speculazione edilizia, specialmente nella zona di via Savini e Piazza Carmine, poiché il quartiere storico risulta uno dei più manomessi del centro antico, in pochi anni d'amministrazione nella fine degli anni '50-inizio anni '60 del Gambacorta, in barba ai vincoli degli edifici storici e del parere della Soprintendenza dei Beni Culturali, in quegli anni rappresentata dall'architetto Mario Moretti.

## Piazze e strade
- Piazza del Carmine: vi si affaccia la chiesa del Carmine, ed è stata stravolta negli anni '60 col piano di risanamento, tanto che la chiesa è l'unico elemento storico tra i vari palazzoni moderni.
- Piazzetta del Sole: un tempo era sede di varie abitazioni medievali, tutte atterrate per creare il piazzale. Vi si trova la Casa Urbani.
- Piazza Giuseppe Verdi: vi si affaccia l'ex monastero di San Giovanni, e un tempo era circondato da residenze cinquecentesche e settecentesche, tutte distrutte nel piano di risanamento per moderni palazzi.
- Via Francesco Savini: è parallela al Corso De Michetti, e anch'essa risente delle demolizioni del Gambacorta, poiché verso Ovest è storica, e ad Est è tutto il contrario. Al termine di questa via si trovava il tempietto neogotico del Carminiello, anch'esso distrutto.
- Via Stazio